# NGC 1568-2
NGC 1568-2 (другие обозначения — UGC 3032, MCG 0-12-27, ZWG 393.16, VV 809, 2ZW 10, PGC 15034) — линзовидная галактика в созвездии Эридана. Галактика удалена на 215 миллионов световых лет от Млечного Пути.
Иногда описывается как галактика с релятивистской струёй, но на самом деле обладает всего лишь двумя симметричными приливными хвостами.
Этот объект не входит в число перечисленных в оригинальной редакции «Нового общего каталога» и был добавлен позднее. Галактика взаимодействует с NGC 1568-1 (PGC 15042) и иногда ошибочно считается, что эта пара галактик соответствует записи NGC 1568 в каталоге. Однако это ошибочно, так как первооткрыватель NGC 1568, Льюис Свифт, заметил лишь одну галактику, более яркую.